# Olympische Sommerspiele 2012/Teilnehmer (Guatemala)
| Gelbes Symbol für Goldmedaillen mit stilisierten Olympischen Ringen | Graues Symbol für Silbermedaillen mit stilisierten Olympischen Ringen | Braundes Symbol für Bronzemedaillen mit stilisierten Olympischen Ringen |
| ------------------------------------------------------------------- | --------------------------------------------------------------------- | ----------------------------------------------------------------------- |
| —                                                                   | 1                                                                     | —                                                                       |

Guatemala nahm in London an den Olympischen Spielen 2012 teil. Es war die insgesamt 13. Teilnahme an Olympischen Sommerspielen. Das Comité Olímpico Guatemalteco nominierte 19 Athleten in elf Sportarten.

## Medaillen

### Medaillenspiegel
| Medaillenspiegel Guatemala |                |                              |                           |                           |        |
| Platz                      | Sportart       | Goldmedaille – Olympiasieger | Silbermedaille – 2. Platz | Bronzemedaille – 3. Platz | Gesamt |
| 1                          | Leichtathletik | –                            | 1                         | —                         | 1      |
| Total                      | Total          | –                            | 1                         | —                         | 1      |

### Medaillengewinner

#### Silber
| Name           | Sportart       | Wettkampf          |
| -------------- | -------------- | ------------------ |
| Erick Barrondo | Leichtathletik | 20 km Gehen Männer |

## Teilnehmer nach Sportart

### Badminton
| Athleten     | Wettbewerb | Gruppenphase | Gruppenphase | Achtelfinale | Achtelfinale | Viertelfinale | Viertelfinale | Halbfinale    | Halbfinale    | Finale        | Finale        | Rang |
| Athleten     | Wettbewerb | Punkte       | Rang         | Gegner       | Ergebnis     | Gegner        | Ergebnis      | Gegner        | Ergebnis      | Gegner        | Ergebnis      | Rang |
| ------------ | ---------- | ------------ | ------------ | ------------ | ------------ | ------------- | ------------- | ------------- | ------------- | ------------- | ------------- | ---- |
| Männer       |            |              |              |              |              |               |               |               |               |               |               |      |
| Kevin Cordón | Einzel     | 2            | 1            | Shō Sasaki   | 21:23, 10:21 | ausgeschieden | ausgeschieden | ausgeschieden | ausgeschieden | ausgeschieden | ausgeschieden | 9    |

### Gewichtheben
| Athleten         | Wettbewerb         | Reißen  | Reißen | Stoßen  | Stoßen | Zweikampf | Zweikampf | Rang |
| Athleten         | Wettbewerb         | Gewicht | Rang   | Gewicht | Rang   | Gewicht   | Rang      | Rang |
| ---------------- | ------------------ | ------- | ------ | ------- | ------ | --------- | --------- | ---- |
| Frauen           |                    |         |        |         |        |           |           |      |
| Astrid Camposeco | Klasse über 75 kg  | 93 kg   | 11     | 115 kg  | 11     | 208 kg    | 11        | 11   |
| Männer           |                    |         |        |         |        |           |           |      |
| Christian López  | Klasse über 105 kg | 172 kg  | 17     | 215 kg  | 14     | 387 kg    | 17        | 17   |

### Judo
| Athleten        | Wettbewerb         | 1. Runde       | 1. Runde | Achtelfinale  | Achtelfinale  | Viertelfinale | Viertelfinale | Hoffnungsrunde Halbfinale | Hoffnungsrunde Halbfinale | Halbfinale    | Halbfinale    | Hoffnungsrunde Finale | Hoffnungsrunde Finale | Finale        | Finale        | Rang |
| Athleten        | Wettbewerb         | Gegner         | Ergebnis | Gegner        | Ergebnis      | Gegner        | Ergebnis      | Gegner                    | Ergebnis                  | Gegner        | Ergebnis      | Gegner                | Ergebnis              | Gegner        | Ergebnis      | Rang |
| --------------- | ------------------ | -------------- | -------- | ------------- | ------------- | ------------- | ------------- | ------------------------- | ------------------------- | ------------- | ------------- | --------------------- | --------------------- | ------------- | ------------- | ---- |
| Männer          |                    |                |          |               |               |               |               |                           |                           |               |               |                       |                       |               |               |      |
| Darrel Castillo | Klasse über 100 kg | Daiki Kamikawa | 000-001  | ausgeschieden | ausgeschieden | ausgeschieden | ausgeschieden | ausgeschieden             | ausgeschieden             | ausgeschieden | ausgeschieden | ausgeschieden         | ausgeschieden         | ausgeschieden | ausgeschieden | 17   |

### Leichtathletik
Laufen und Gehen
| Athleten          | Wettbewerb  | Vorlauf | Vorlauf | Halbfinale | Halbfinale | Finale          | Finale          | Rang            |
| Athleten          | Wettbewerb  | Zeit    | Rang    | Zeit       | Rang       | Zeit            | Rang            | Rang            |
| ----------------- | ----------- | ------- | ------- | ---------- | ---------- | --------------- | --------------- | --------------- |
| Frauen            |             |         |         |            |            |                 |                 |                 |
| Jamy Franco       | 20 km Gehen | –       | –       | –          | –          | 1:33:18 h       | 31              | 31              |
| Mayra Herrera     | 20 km Gehen | –       | –       | –          | –          | 1:35:33 h       | 46              | 46              |
| Mirna Ortiz       | 20 km Gehen | –       | –       | –          | –          | disqualifiziert | disqualifiziert | disqualifiziert |
| Männer            |             |         |         |            |            |                 |                 |                 |
| José Amado García | Marathon    | –       | –       | –          | –          | 2:18:23 h       | 38              | 38              |
| Erick Barrondo    | 20 km Gehen | –       | –       | –          | –          | 1:18:57 h       | 2               | Silber          |
| Erick Barrondo    | 50 km Gehen | –       | –       | –          | –          | disqualifiziert | disqualifiziert | disqualifiziert |
| Jaime Quiyuch     | 50 km Gehen | –       | –       | –          | –          | disqualifiziert | disqualifiziert | disqualifiziert |

### Moderner Fünfkampf
| Athleten        | Fechten | Fechten | Schwimmen   | Schwimmen | Reiten  | Reiten | Combined  | Combined | Punkte | Rang |
| Athleten        | Bilanz  | Punkte  | Zeit        | Punkte    | Zeit    | Punkte | Zeit      | Punkte   | Punkte | Rang |
| --------------- | ------- | ------- | ----------- | --------- | ------- | ------ | --------- | -------- | ------ | ---- |
| Männer          |         |         |             |           |         |        |           |          |        |      |
| Andrei Gheorghe | 20      | 760     | 2:13,89 min | 1196      | 77,04 s | 1112   | + 58,66 s | 2300     | 5368   | 31   |

### Radsport

#### Straße
| Athleten     | Wettbewerb    | Zeit       | Rang       |
| ------------ | ------------- | ---------- | ---------- |
| Frauen       |               |            |            |
| Manuel Rodas | Straßenrennen | aufgegeben | aufgegeben |

### Schießen
| Athleten         | Wettbewerb         | Qualifikation | Qualifikation | Finale        | Finale        | Ringe | Rang |
| Athleten         | Wettbewerb         | Ringe         | Rang          | Ringe         | Rang          | Ringe | Rang |
| ---------------- | ------------------ | ------------- | ------------- | ------------- | ------------- | ----- | ---- |
| Männer           |                    |               |               |               |               |       |      |
| Sergio Sánchez   | Luftpistole 10 m   | 565           | 42            | ausgeschieden | ausgeschieden | 565   | 42   |
| Sergio Sánchez   | Freie Pistole 50 m | 533           | 36            | ausgeschieden | ausgeschieden | 533   | 36   |
| Jean Pierre Brol | Trap               | 116           | 28            | ausgeschieden | ausgeschieden | 116   | 28   |

### Schwimmen
| Athleten    | Wettbewerb     | Vorlauf | Vorlauf | Halbfinale    | Halbfinale    | Finale        | Finale        | Rang |
| Athleten    | Wettbewerb     | Zeit    | Rang    | Zeit          | Rang          | Zeit          | Rang          | Rang |
| ----------- | -------------- | ------- | ------- | ------------- | ------------- | ------------- | ------------- | ---- |
| Männer      |                |         |         |               |               |               |               |      |
| Kevin Ávila | 100 m Freistil | 51,44 s | 2       | ausgeschieden | ausgeschieden | ausgeschieden | ausgeschieden | 38   |

### Segeln
Fleet Race
| Athleten            | Wettbewerb   | Qualifikation | Qualifikation | Medal Race    | Medal Race    | Punkte | Rang |
| Athleten            | Wettbewerb   | Punkte        | Rang          | Punkte        | Rang          | Punkte | Rang |
| ------------------- | ------------ | ------------- | ------------- | ------------- | ------------- | ------ | ---- |
| Frauen              |              |               |               |               |               |        |      |
| Andrea Aldana       | Laser Radial | 257           | 32            | ausgeschieden | ausgeschieden | 257    | 32   |
| Männer              |              |               |               |               |               |        |      |
| Juan Ignacio Maegli | Laser        | 94            | 8             | 14            | 9             | 108    | 9    |

### Taekwondo
| Athleten         | Wettbewerb       | Achtelfinale | Achtelfinale | Viertelfinale | Viertelfinale | Halbfinale    | Halbfinale    | Hoffnungsrunde Halbfinale | Hoffnungsrunde Halbfinale | Hoffnungsrunde Finale | Hoffnungsrunde Finale | Finale        | Finale        | Rang |
| Athleten         | Wettbewerb       | Gegner       | Ergebnis     | Gegner        | Ergebnis      | Gegner        | Ergebnis      | Gegner                    | Ergebnis                  | Gegner                | Ergebnis              | Gegner        | Ergebnis      | Rang |
| ---------------- | ---------------- | ------------ | ------------ | ------------- | ------------- | ------------- | ------------- | ------------------------- | ------------------------- | --------------------- | --------------------- | ------------- | ------------- | ---- |
| Frauen           |                  |              |              |               |               |               |               |                           |                           |                       |                       |               |               |      |
| Elizabeth Zamora | Klasse bis 49 kg | Wu Jingyu    | 2:10         | ausgeschieden | ausgeschieden | ausgeschieden | ausgeschieden | Erika Kasahara            | 6:2                       | Chanatip Sonkham      | 0:8                   | ausgeschieden | ausgeschieden | 5    |

### Turnen
| Athleten        | Wettbewerb       | Qualifikation | Qualifikation | Finale | Finale | Rang |
| Athleten        | Wettbewerb       | Punkte        | Rang          | Punkte | Rang   | Rang |
| --------------- | ---------------- | ------------- | ------------- | ------ | ------ | ---- |
| Frauen          |                  |               |               |        |        |      |
| Ana Sofía Gómez | Mehrkampf Einzel | 56,132        | 16            | 54,899 | 22     | 22   |